# Der kleine Cohn
 (mars 2013).
Si vous disposez d'ouvrages ou d'articles de référence ou si vous connaissez des sites web de qualité traitant du thème abordé ici, merci de compléter l'article en donnant les références utiles à sa vérifiabilité et en les liant à la section « Notes et références ».
Der kleine Cohn est un stéréotype antisémite du Juif dans l'Empire allemand sous le règne de Guillaume II. Cohn était un nom très répandu chez les Juifs européens, et était pris comme synonyme pour tous les préjugés contre la population juive à la fin du XIXe siècle et au début du XXe. 

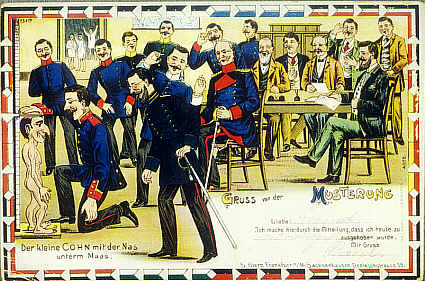
Carte antisémite: le petit Cohn passe le conseil de révision sous les quolibets des soldats allemands

## Histoire
L'origine exacte de ce cliché antisémite n'est pas garantie. En 1902, un couplet intitulé „Haben Sie nicht den kleinen Cohn gesehen?“ ("N'avez-vous pas vu le petit Cohn") est interprété pour la première fois au théâtre Thalia de Berlin. Ce fut la chanson à succès de l'année. On ne sait pas si cette chanson est la raison de l'apparition d'une multitude de cartes postales caricaturant le Petit Cohn et exhibant tous les clichés anti-Juifs, ou si cette chanson au contraire est une réaction à cette prolifération. Le flot des cartes postales sur le Petit Cohn dura jusqu'à la Première Guerre mondiale
Une des cartes postales les plus populaires, représente le petit Cohn voulant se faire enrôler dans l'armée allemande. Il est caricaturé maigrichon, avec des jambes torses et un gros nez crochu devant l'examinateur, à côté de recrues allemandes bien bâties. Cohn est réformé sous les quolibets. Il n'est pas du tout apte à défendre l'Empire allemand. Ce type de carte postale était utilisé par les jeunes recrues allemandes pour avertir leur famille de leur incorporation. 
On ne connaît pas le nombre de cartes postales antisémites qui ont circulé à cette période. Actuellement, elles sont devenues pour la plupart des pièces de collection.   

## La chanson du Petit Cohn
| Allemand | Traduction française |
| --- | --- |

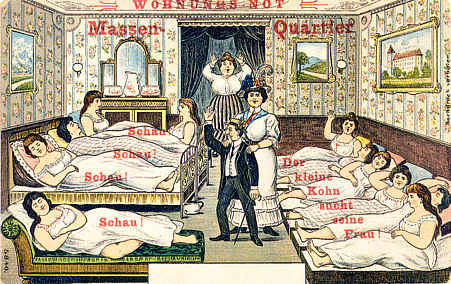
Le petit Cohn, le petit Juif rachitique, recherche une femme de type germanique, bien en chair.

| Ha'm sie nicht den kleinen Cohn jeseh'n? Sah'n sie ihn denn nicht vorueberjeh'n? In des Volkes Menge da kam er ins Gedraenge. Da ham'se nun den Schreck: Der kleine Cohn ist weg! Einst sang man gern vom kleinen Cohn, heut' gibts nur Fox und Char-les-ton! Sing halleluja, halleluja ... | N'avez-vous pas vu le petit Cohn? Ne l'avez-vous pas vu passer par ici? Dans la foule, il s'est trouvé coincé. Maintenant vous êtes effrayés: le petit Cohn a disparu ! Autrefois, on aimait chanter sur le petit Cohn, Aujourd'hui, il n'y a que le Fox-trot et le Charleston ! Chanter alléluia, alléluia ... |

Créée en 1902, cette chanson a été enregistrée de nombreuses fois par différents artistes, et le 22 janvier 1929 par les Comedian Harmonists, un des plus célèbres groupes de chanteurs allemands d'avant la Seconde Guerre mondiale. Curieusement, parmi ce groupe de six chanteurs, trois étaient d'origine juive.